# Pär Aron Borg
Pär Aron Borg (Avesta, 4 de julho de 1776 – Estocolmo, 22 de abril de 1839) foi um pedagogo sueco e pioneiro na educação de cegos e surdos.

## Biografia
Nascido na localidade sueca de Avesta, em Dalarna, tornou-se secretário de uma instituição governamental central (centralt ämbetsverk) em Estocolmo, após concluir os seus estudos na Universidade de Upsália entre 1796 e 1798.
Após assistir uma peça teatral em que um menino surdo se comunicava por gestos, Pär inspirou-se para criar um alfabeto manual. Em 1808, ele começou a ensinar alunos surdos e cegos. Seguindo o exemplo do Instituto Nacional de Surdos-Mudos de Paris que fora fundado pelo abade Charles-Michel de l'Épée em 1760, Borg fundou o Instituto Público de Cegos e Surdos em Manilla (Allmänna institutet för döfstumma och blinda å Manilla) em 1809. A instituição recebeu o apoio da rainha Edviges Isabel Carlota de Holsácia-Gottorp (1759–1818). A escola tinha professores surdos e a educação era trabalhada pela língua gestual.
Entre os seus notáveis alunos encontram-se a concertista, compositora e poeta Charlotta Seuerling (1782/84–1828). Borg foi guardião e mentor de Jeanette Berglind (1816-1903), uma figura importante na história da educação dos surdos na Suécia.
Entre 1822 e 1828 Borg viajou para Portugal, onde fundou o Instituto da Luz no Palácio do Conde de Mesquitela a 20 de abril de 1823, por ordem do rei João VI de Portugal, a pedido da sua filha Isabel Maria de Bragança, regente de Portugal. Deste modo Portugal recebeu o mesmo alfabeto manual da Suécia. Pär Aron Borg morreu em 1839, e foi sucedido por seu filho Ossian Edmund Borg (1812-1892) no cargo de diretor do instituto.